# Лимарство

Кінська упряж, Польща

Ли́марство, розм. ри́марство — кустарний промисел, виробництво з вичиненої шкіри-сириці (ли́марщини) дрібних шкіряних речей (кінської збруї, ре́менів, гаманців, рукавичок тощо). Майстрів, що займалися лимарством, називали ли́марями, шо́рниками (розм. «ри́марі»).

## Історія
Слово римар походить (можливо, через посередництво пол. rymarz) від нім. Riemer, утвореного від Riemen («ремінь»). Варіант лимар утворений від ранішого «римар» внаслідок дисиміляції приголосних ([р] > [л]). Ще одна назва, шорник, пов'язана зі словом шори, яким називається основа упряжної збруї — нагрудна шлейка з наритниками (останнім часом це слово вживається і щодо кінських наочників).
Довгий час лимарство було складовою частиною чинбарства (подекуди аж до XIX ст.).
За літописними даними в містах Київської Русі в ХІ–ХІІІ ст. серед ремісників, які виготовляли речі зі шкіри, була вже певна спеціалізація: згадуються сідельники, тульники (виготовляли тула — сагайдаки), усьмошевці (шевці).
У XV–XVI ст. у Києві і Львові були лимарський і кушнірський цехи. Добре було поставлено лимарство і серед українського козацтва.
До середини XIX ст. лимарство було засноване винятково на ручній праці. Винайдення в 50-х рр. ХІХ ст. швейної машини дало змогу механізувати лимарську справу. Тепер речі зі шкіри виготовляються переважно шкіряно-взуттєвою промисловістю.
Про давню професію нагадують численні прізвища: Лимар, Римар, Римаренко і єдина у світі вулиця Римарська у Харкові.